# Blutgruppen beim Haushund
Blutgruppen, definiert durch unterschiedliche Antigene auf der Oberfläche der roten Blutzellen, kommen bei allen Säugetieren vor. Bei Hunden wird die Blutgruppe durch fünf verschiedene, voneinander unabhängige Loci kontrolliert, deren klinische Bedeutung in der Transfusionsmedizin unterschiedlich stark ausgeprägt ist und deren Allelfrequenzen zwischen den einzelnen Rassen stark schwanken können. Insgesamt ergeben sich dabei über 30 verschiedene mögliche Blutgruppen.
Klinisch ist die erste Transfusion beim Hund meist unproblematisch. Bei darauf folgenden Transfusionen oder bei Hunden mit unbekannter Vorgeschichte muss jedoch unbedingt auf die Kompatibilität der Blutgruppen geachtet werden, um potentiell lebensgefährliche Transfusionsreaktionen zu vermeiden.

## Nomenklatur
Früher wurden in der Literatur sechs Blutgruppen unterschieden und mit Buchstaben bezeichnet, was aber heute überholt ist. Das aktuelle System ordnet jeder Serie eine DEA-Nummer zu, wobei die Abkürzung „DEA“ für Dog Erythrocyte Antigene steht. Jede DEA-Serie entspricht genetisch einem Locus. Für Transfusionen relevante Gruppen sind in der folgenden Tabelle angegeben:
| Alter Name | DEA-Nummer | Häufigkeit (%) | Natürliche Antikörper? | Transfusionseffekt              |
| ---------- | ---------- | -------------- | ---------------------- | ------------------------------- |
| A1         | 1.1        | 42             | Nein                   | Akute Hämolyse                  |
| A2         | 1.2        | 20             | Nein                   | Akute Hämolyse                  |
| B          | 3.0        | 6              | Ja                     | Spätreaktion, nicht hämolytisch |
| C          | 4.0        | 98             | Ja                     | Keiner                          |
| D          | 5.0        | 23             | Ja                     | Spätreaktion, nicht hämolytisch |
| Tr         | 7.0        | 45             | Ja                     | Spätreaktion, nicht hämolytisch |

## DEA 1.0-Serie
Die DEA 1.0-Serie kennt vier Allele (1.1, 1.2, 1.3 und Null), die zu vier möglichen Phänotypen gleichen Namens führen. Zwischen diesen Allelen herrscht eine lineare Dominanz; 1.1 ist das dominanteste, Null das rezessivste Allel. Ein Hund mit Phänotyp 1.1 kann also die Genotypen 1.1/1.1, 1.1/1.2, 1.1/1.3 oder 1.1/Null aufweisen.
Es existieren keine natürlich vorkommenden Antikörper gegen die Allele der DEA 1.0-Serie. DEA 1.1-negative Hunde, die eine DEA 1.1-positive Transfusion erhalten haben, werden dadurch aber sensibilisiert und können bei erneuter Transfusion von DEA 1.1-positivem Blut mit einer Hämolyse reagieren. Auch DEA 1.1-negative Hündinnen können nach Sensibilisierung bei ihren DEA 1.1-positiven Welpen eine maternal induzierte Hämolyse auslösen (analog zum Rhesusfaktor beim Menschen; Überempfindlichkeitsreaktion vom Typ II). Klinisch relevant scheint dieser Mechanismus allerdings nur bei Hündinnen zu sein, die durch eine Bluttransfusion sensibilisiert worden sind.

## DEA 3.0-Serie
Die DEA 3.0-Serie enthält die Allele 3.0 und Null, wobei 3.0 über Null dominant ist. Es existieren natürlich vorkommende Antikörper; erhält ein Null/Null Hund Blut vom Phänotyp 3.0, werden die erhaltenen Erythrozyten innerhalb von 3–5 Tagen eliminiert.
Der 3.0-Phänotyp ist selten, tritt aber vermehrt bei Greyhounds und japanischen Hunderassen auf.

## DEA 4.0-Serie
Die DEA 4.0-Serie enthält die Allele 4.0 und Null, wobei 4.0 über Null dominant ist. Bei den (sehr seltenen) Null/Null-Hunden existieren natürlich vorkommende Antikörper gegen Blut vom Phänotyp 4.0, was aber klinisch nicht von Belang zu sein scheint. DEA 4.0-positive Hunde, die für alle anderen Serien negativ sind, gelten als universelle Spender.

## DEA 5.0-Serie
Die DEA 5.0-Serie enthält die Allele 5.0 und Null, wobei 5.0 über Null dominant ist. DEA 5.0-positive Hunde sind eher selten; natürliche Antikörper kommen bei negativen Hunden vor. Erhält ein Null/Null Hund Blut vom Phänotyp 5.0, werden die erhaltenen Erythrozyten innerhalb von 3–5 Tagen eliminiert.

## DEA 7.0-Serie
Die DEA 7.0-Serie enthält die Allele 7.0 und Null, wobei 7.0 über Null dominant ist. Möglicherweise existiert daneben noch ein zusätzliches Allel. DEA 7.0 ist kein echtes Oberflächenantigen der roten Zellen, sondern wird im Gewebe produziert und von den Erythrozyten absorbiert – daher ändert sich der 7.0-Status auch nach einer Knochenmarktransplantation nicht.
Die Mehrheit der Null/Null Hunde weist natürlich vorkommende Antikörper gegen den 7.0-Phänotyp auf. Solche Hunde eliminieren erhaltene 7.0-Erythrozyten nach einigen Tagen, wobei die Elimination im Vergleich mit der 3.0 und 5.0-Serie verlangsamt ist.